# Best of 1990-2010 (álbum de Gregorian)
Best of 1990-2010 es un álbum musical con una selección de lo mejor de la banda Gregorian. Obtuvo un disco de oro de la asociación discográfica alemana Bundesverband Musikindustrie (BVMI) por haber vendido más de cien mil copias.

## Lista de canciones
| N.º | Título                       | Duración |  |
| 1.  | «So Sad»                     | 3:34     |  |
| 2.  | «Nothing Else Matters»       | 5:32     |  |
| 3.  | «Moment of Peace»            | 3:58     |  |
| 4.  | «Voyage Voyage»              | 4:02     |  |
| 5.  | «Hymn»                       | 5:10     |  |
| 6.  | «Join Me (Schiller Version)» | 4:13     |  |
| 7.  | «The Raven»                  | 4:11     |  |
| 8.  | «Angels»                     | 4:43     |  |
| 9.  | «The Forest»                 | 4:16     |  |
| 10. | «Fix You»                    | 4:59     |  |
| 11. | «One»                        | 5:00     |  |
| 12. | «Happy X-Mas (War is Over)»  | 3:45     |  |
| 13. | «Sadeness Pt. 1»             | 4:47     |  |
| 14. | «Forever Young»              | 4:33     |  |
| 15. | «Missing»                    | 4:17     |  |
| 16. | «Let Down»                   | 5:10     |  |
| 17. | «Sinners & Saints»           | 3:51     |  |
| 18. | «Crazy Crazy Nights»         | 3:51     |  |